# Mercedes Negrón Muñoz
Maria de las Mercedes Negrón Muñoz, también conocida como Clara Lair, (Barranquitas, 8 de marzo de 1890 - San Juan, 26 de agosto de 1973) fue una poeta puertorriqueña cuya obra se caracteriza por retratar los avatares de la vida en su país.

## Primeros años
Negrón Muñoz nació en el seno de una de las más influyentes familias puertorriqueñas, que incluía escritores, poetas y políticos. La ciudad de Barranquitas, donde se crio, está situada en la región montañosa central de la isla. Su padre era el poeta Quintin Negron, y sus tíos el poeta Jose A. Negron y el poeta y político Luis Muñoz Rivera. Era además prima del primer gobernador electo de Puerto Rico, Luis Muñoz Marín. Negrón Muñoz recibió su educación primaria y secundaria en su ciudad natal y luego estudió Literatura en la  Universidad de Puerto Rico.^

## "Clara Lair"
Negrón Muñoz, por el amor que tenía su familia a la literatura, desarrolló un especial cariño por la poesía, ya que era una forma que le permitía expresarse libremente. En 1937, publicó uno de sus más renombrados poemas, "Arras de cristal" con el pseudónimo de Clara Lair. Pronto ganaría reconocimiento como una importante poeta de Latinoamérica.
En 1950, publicó su segundo libro de poemas, titulado Tropico amargo. En este libro incluyó algunos de sus poemas publicados previamente, además de nuevas series de poemas a los que llamó Más allá del Poniente. Ambos libros recibieron premios literarios y reconocimiento público por el Instituto de Literatura de Puerto Rico. Entre los muchos poetas que fueron influenciados por el estilo de Negron Muñoz se encuentra Julia de Burgos.
En 1961, el Instituto de Cultura de Puerto Rico publicó un libro que incluyó una selección de sus poemas y además, en su revista, una selección de fragmentos de sus poemas "Memoria de una isleña" y "Últimos". El poeta puertorriqueño Luis Llorens Torres llamó a Mercedes "La Alfonsina Storni de Puerto Rico". Mercedes Negron Muñoz falleció el 26 de agosto de 1973 en San Juan, Puerto Rico.

## Legado
Un documental sobre su vida titulado "Una pasión llamada Clara Lair" fue producido y dirigido por Ivonne Belén en 1996. Se homenajeó su memoria estableciendo su nombre en una escuela de Hormigueros, y existe una organización sin fines de lucro llamada Hogar Clara Lair, que se dedica a proteger a las mujeres en estado de indefensión.